# Serj Tankian
Serj Adam Tankian (em armênio/arménio: Սերժ Ադամ Թանկյան; romaniz.: Serzh Adam Tankyan; nascido em Beirute, Líbano, em 21 de agosto de 1967) é um cantor, compositor, poeta, multi-instrumentista e ativista político armeno-americano, mais conhecido por ser o vocalista, tecladista e compositor da banda de metal System of a Down. Ele é amplamente considerado e classificado como um dos melhores vocalistas na história do metal, com elogios a sua entrega incomum e sua ampla faixa vocal.
Tankian também realiza diversos projetos paralelos desde de 2007, e já lançou ao todo 6 álbuns de estúdio, além de trabalhar com Pinturas, onde abriu em 2013 uma galeria de arte chamada Disarming Time, na qual expôs quadros inspirados em músicas. Em 12 de agosto de 2011, Serj foi agraciado com uma medalha pelo primeiro-ministro da Armênia devido a suas contribuições ao reconhecimento do genocídio armênio e o avanço da música.

## Biografia
Todos os quatro avós de Serj eram armênios. Durante o genocídio armênio (perpetrado pela Turquia em 1915), eles tiveram de refugiar-se no Líbano.
Em 1975, foi com sua família para os Estados Unidos, devido aos problemas políticos e econômicos no Líbano.
Seu avô, Stepan Haytayan, costumava lhe contar a respeito das atrocidades cometidas ao povo armênio durante genocídio. É por isso que Tankian sempre aborda esse tema e luta para que a Turquia reconheça o que fez.
Serj vem de uma família de artistas. Desde pequeno, cantava com seu pai em uma capela adventista, Katchadour Tankian.
Tankian começou a estudar numa escola pública armênia chamada Rose & Alex Pilibos Armenian School, em Los Angeles, e tinha média 4 (ou o equivalente a 9 ou 10 no Brasil e 18 a 20 em Portugal).
Algum tempo depois, Tankian começou a trabalhar como lavador de carros. Trabalhou também como sapateiro.
Logo entrou na Universidade Cal State University,Northridge, onde estudou comércio, artes visuais e música.
Teve aulas de canto durante quatro anos com Mark Goodman e também teve aulas de guitarra quando era pequeno.
Tankian tem uma licenciatura em Marketing.
Ele teve uma companhia de software chamada Ultimate Solutions.
Serj fundou junto a Tom Morello (ex-Audioslave e Rage Against the Machine) a ONG Axis of Justice.
Enquanto estava com o System of a Down, Tankian participou de diversos projetos com outros artistas, como o guitarrista Buckethead, a banda estadunidense Dog Fashion Disco, a dupla francesa Les Rita Mitsouko, o grupo Fair to Midland e vários outros músicos. Mais recentemente, ele colaborou com a banda armênia Viza, na canção Viktor.
Em 13 de setembro de 2001, publicou um texto no site oficial do System of a Down, intitulado Understanding Oil, que foi removido pela Sony. Ainda perturbados pelos ataques aos EUA, muitos interpretaram o ensaio como uma justificativa às ações terroristas, embora não fosse essa a mensagem que Tankian queria transmitir.

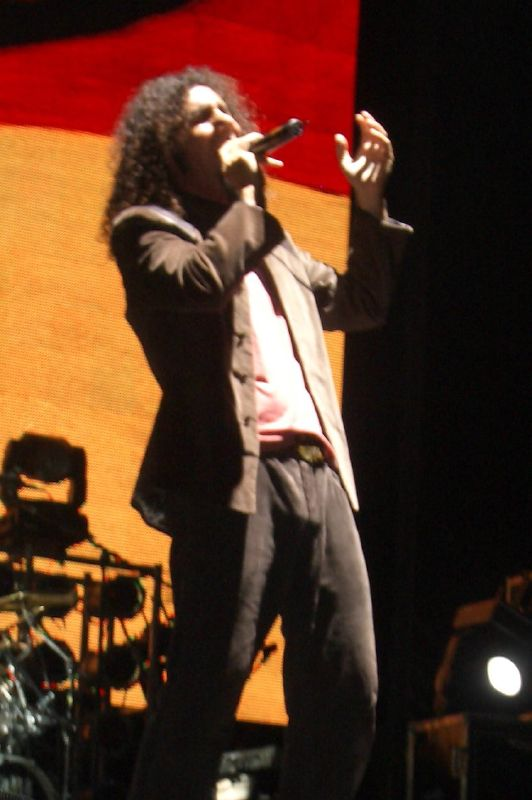
Serj Tankian com o SOAD em 2006

Serj tem um projeto musical com Arto Tunçboyacıyan chamado Serart, com o qual lançou apenas um álbum homônimo. As músicas são de difícil classificação, mas pode-se dizer que saíram de uma mistura de diferentes batidas, ritmos e riffs, indo do rock até músicas folclóricas. Serart foi o primeiro lançamento da gravadora de Tankian, a Serjical Strike Records.
Além disso, Serj é poeta, tendo lançado um livro de poesia, intitulado Cool Gardens, cuja ilustração foi feita por Sako Shahinian. O livro foi publicado pela MTV Books.
O cantor lançou seu primeiro álbum solo (Elect the Dead) em 23 de outubro de 2007, via Serjical Strike/Reprise Records. Serj atuou também na produção do álbum, além de tocar praticamente todos os instrumentos. Empty Walls, o single de lançamento do trabalho solo do músico, foi muito bem recebido pelos fãs da banda, estreando direto no topo das paradas de sucesso. Serj se tornou, nesse mesmo ano, cidadão da Nova Zelândia, depois de se apaixonar pelo país.
No início de 2009, realizou um concerto com a Orquestra Filarmônica de Auckland, onde tocou quase todas as faixas de seu álbum e mais algumas não lançadas. O CD/DVD do espetáculo foi lançado em março de 2010. Tankian também lançou em março de 2011, um novo livro de poesia, o Glaring Through Oblivion, cujas ilustrações foram feitas por Roger Kupelian, diretor do clipe de Honking Antelope (Elect the Dead, 2007).
Além de outros projetos Serj está trabalhando na trilha sonora da peça Prometheus Bound.
Tankian é vegetariano. Em uma entrevista ao PETA, ele contou que se tornou vegetariano por causa da grande variedade de porcarias comestíveis encontradas durante as turnês e, também, porque sentiu que foi algo instintivo. Além disso, ele também sente a necessidade de respeito em relação à mãe terra.
Graças à sua voz poderosa, está em 26º na lista Os 100 Melhores Vocalistas de Heavy Metal de Todos os Tempos, segundo a revista estadunidense  Hit Parade .
Serj tem 1,82 m de altura.
Entre seus poetas favoritos, estão T.S. Eliot e William Shakespeare.
Serj casou-se, no dia 9 de junho de 2012, com sua namorada de longa data Angela Madatyan (Vanadzor, Armênia - 20 de agosto de 1983), em uma cerimônia estritamente privada em um rancho em Los Angeles.
Em 15 de fevereiro de 2010, ele lançou seu novo single, intitulado The Charade, que é uma versão rock da música Charades, apresentada apenas no piano no Axis of Justice.
No dia 24 de outubro de 2014, nasceu Rumi, primeiro filho de Serj e Angela.
O single "Lie lie lie" é o tema de abertura da série de televisão Fear Itself.

## Khatchadour Tankian, pai de Serj
O pai de Serj Tankian, Khatchadour Tankian, também é cantor. Ele lançou seu primeiro álbum, Inchbes Moranak, em dezembro de 2009.
Khatchadour nasceu em 1937, em Aleppo, Síria.

## System of a Down
Em 1992, Serj e o guitarrista Daron Malakian se conheceram em um ensaio e decidiram montar uma banda. Shavo Odadjian, um amigo, se dispôs a atuar como produtor musical da banda, e logo a dupla descobriu que Shavo tinha um talento promissor como baixista. Ao lado do baterista Andy Khatchaturian montaram, então, um grupo com o nome de Soil. Dois anos depois, Katchaturian deixou a banda por motivos pessoais além de uma lesão na mão, e foi aí que John Dolmayan surgiu, assumindo a bateria. A banda trocou de nome para System of a Down, por causa de um poema escrito por Malakian, chamado Victims of a Down.
Em 2006, a banda anunciou que entraria em um hiato por tempo indefinido, anunciando o retorno no final de 2010, com shows na Europa.

### Membros atuais
- Serj Tankian - vocal, guitarra, violão, teclados, piano, sintetizadores(1992 - presente)
- Daron Malakian - guitarra, backing vocal (1992 - presente)
- Shavo Odadjian- baixo, backing vocal (1994 - presente)
- John Dolmayan- bateria (1997 - presente)

## Harakiri
Serj Tankian lançou em 10 de julho de 2012, seu terceiro álbum de sua carreira solo, intitulado Harakiri. Acredita-se que Tankian vendeu cerca de 12 000 cópias em sua primeira semana somente nos Estados Unidos, alcançando a 29ª posição na lista da Billboard.

## Serj Tankian & The F.C.C.
- Serj Tankian - vocais, teclados, sintetizadores, piano, guitarra

The F.C.C. (Flying Cunts of Chaos) é a banda de acompanhamento de Serj em shows.

## Equipamento
- Fender Stratocaster
- Various Marshall Amplification Marshall 1/2 stacks
- Gibson SG
- Gibson Les Paul
- Gibson Flying V
- Roland VS-1680
- BOSS DR-202 Dr. Groove
- Ibanez Grg170dx
- BOSS GT-5 Guitar Effects Processor
- BOSS DS-1 Distortion
- BOSS CH-1 Super Chorus
- Korg Triton
- Korg Kontrol 49
- Korg Kaossilator
- Custom First Act Double Cutaway Lola
- Roland SH-101
- Custom Triton Plínio Pfeiffer
- Korg Plínio Otto Pfeiffer

## Discografia

### System of a Down
- 1998 - System of a Down
- 2001 - Toxicity
- 2002 - Steal This Album!
- 2005 - Mezmerize
- 2005 - Hypnotize
- 2020 - Protect the Land/Genocidal Humanoidz

### Serart
- 2003 - Serart

### Axis of Justice
- 2004 - Concert Séries Volume 1

### Snot
- 2000 - Strait Up

### Solo
- 2007 - Elect the Dead
- 2008 - Lie Lie Live EP
- 2010 - Imperfect Harmonies
- 2010 - Elect The Dead Symphony
- 2011 - Imperfect Remixes EP
- 2012 - Harakiri
- 2013 - Orca (álbum)
- 2013 - Jazz-Iz-Christ
- 2021 - Elasticity EP
- 2022 - Perplex Cities EP

## Videografia

### System of a Down
- Chop Suey!
- B.Y.O.B.
- Aerials
- Lonely Day
- Toxicity
- Hypnotize
- Sugar
- Spiders
- Question!
- Boom!
- War?

### Solo
- Empty Walls
- The Unthinking Majority
- Money
- Feed Us
- Saving Us
- Sky is Over
- Baby
- Honking Antelope
- Lie Lie Lie
- Praise the Lord and Pass the Ammunition
- Beethoven's Cunt
- Elect the Dead
- Reconstrutive Demonstrations
- Left of Center
- Goodbye - Gate 21
- Figure It Out
- Harakiri
- Occupied Tears
- Uneducated Democracy
- Orca
- Forget me knot

### Outros
- We Are One - Buckethead
- Patterns - Tony Iommi

## Prêmios
- Melhor clipe de Rock com a música "B.Y.O.B."
- Indicado a melhor atuação de Hard Rock com a música "Lonely Day"
- Woodie Music Awards com melhor canção de Hard Rock com a música "Question!"
- VMB de melhor música internacional com a música "B.Y.O.B."
- Eleito pela revista Hit Parader como o 26º melhor vocalista da história do Heavy Metal
- Eleito pela revista turca Headbang como o 12º melhor cantor de Heavy Metal de todos os tempos

## Colaborações/contribuições
- 1999: Limp Bizkit feat. Serj Tankian - Don't Go Off Wandering (Demo) - Demo para Significant Other
- 1999: Fear Factory feat. Serj Tankian - Cars (Live)
- 2000: Incubus feat. Serj Tankian - Live Improvisation
- 2000: (həd) p.e. feat. Serj Tankian e Morgan Lander - Feel Good - Broke e The Best of (həd) p.e.
- 2000: Serj Tankian, Daron Malakian, Kirk Hammett, Jason Newsted e Lars Ulrich - "Mastertarium" (Live)
- 2000: Tony Iommi feat. Serj Tankian - "Patterns" - Iommi
- 2000: Snot feat. Serj Tankian - Starlit Eyes - Strait Up [6]
- 2001: Dog Fashion Disco feat. Serj Tankian - "Mushroom Cult" - Anarchists of Good Taste
- 2003: Serj Tankian - "Bird of Paradise" - Bird Up!: The Charlie Parker Project Remix
- 2004: Saul Williams - "Talk to Strangers" - Saul Williams
- 2005: Buckethead feat. Serj Tankian - "We Are One" - Enter the Chicken
- 2005: Buckethead feat. Azam Ali e Serj Tankian - "Coma" - Enter the Chicken
- 2005: Buckethead feat. Shana Halligan e Serj Tankian - "Waiting Hare" - Enter the Chicken
- 2005: MIA - "Galang" (Serj Tankian Remix) - Galang'05
- 2006: The Notorious B.I.G. - "Who Shot Ya?" (Serj Tankian Remix) - Marc Eckō's Getting Up: Contents Under Pressure.
- 2006: Buckethead feat. Shana Halligan e Serj Tankain - "Waiting Hare" (Live)
- 2006: Deftones feat. Serj Tankian - "Mein" - Saturday Night Wrist
- 2007: Tool feat. Serj Tankian - "Sober" (Live Improvisational Version) - Big Day Out 2007 (Auckland)
- 2007: Les Rita Mitsouko feat. Serj Tankian - "Terminal Beauty" - Variéty
- 2007: Fair to de Midland feat. Serj Tankian - "Walls of Jericho" (Live Improvisational Version) - Coachella 2007
- 2007: Serj Tankian - "Bug Theme" - Bug Soundtrack
- 2007: Serj Tankian e Petra Jolly - "Innermission" - Bug Soundtrack
- 2007: Foo Fighters feat. Serj Tankian - "Holiday In Cambodia" (Live) - 2007 MTV Video Music Awards [7]
- 2007: Wyclef Jean feat. Serj Tankian e Sizzla - "Riot (Trouble Again)" Carnival II: Memoirs of an Immigrant
- 2008: Praxis feat. Serj Tankian - "TBA" - Profanation
- 2008: Tom Morello feat. Serj Tankian - "Lazarus on Down" - The Fabled City
- 2008: Bitter:Sweet feat. Serj Tankian - "Drama" - Drama
- 2008: Mike Patton feat. Serj Tankian - "Bird's Eye" - Body of Lies
- 2009: Boh Runga feat. Serj Tankian - "Be Careful" - Right Here
- 2010: Viza feat. Serj Tankian - "Viktor" - Made In Chernobyl
- 2012: Device feat. Serj Tankian & Geezer Butler - "Out of Line"
- 2013: Tech N9ne feat. Serj Tankian - "Straight Out The Gate" - Something Else
- 2014: Avicii - Can't Catch Me